# Федір Науменко
Федір Іванович Науменко (1 травня 1901, Березівка — 31 січня 1991, Львів) — український педагог, дослідник історії педагогічної думки, професор Львівського університету.

## Життєпис
Народився 1 травня 1901 року в селі Березівка на Полтавщині (тепер Талалаївського району Чернігівської області) в багатодітній сім’ї залізничника. Дитячі роки провів у рідному селі, де здобув початкову освіту в місцевій земській школі, згодом продовжив навчання в комерційному училищі та професійній школі. 
Педагогічну діяльність розпочав на Донбасі, а з часом продовжив у Москві, Астрахані, Ленінграді та Ставрополі.
Після Другої світової війни працює у Львівському університеті на посаді завідувача кафедри педагогіки та психології. Тут йому вдалося зробити чимало: розширити викладацький склад, зібрати кафедральну літературу та нормалізувати роботу кафедри. Також були чітко виокремлені межі проблем, над котрими мав працювати педагогічний колектив: інтенсифікація процесу навчання і виховання (масова, середня і вища школи); історія психолого-педагогічної науки в Україні. 
Науково-пошукова діяльність Ф. Науменка була спрямована на висвітлення історико-педагогічних процесів, розкриття “незручних” наукових тем, що стосувалися окремих сторінок розвитку української освіти і педагогічної думки - наприклад, історії Таємного університету у Львові. Науковець був одним із тих, хто в 1960-1970х роках у далеко не простих умовах насаджування ідеологічних ярликів, торкнувся цього не дуже однозначного питання. 
Одна з найбільших заслуг Науменка полягала у його внеску в макаренкознавство. Активне вивчення життєвого й наукового доробку Антона Макаренка кінця XIX – першої половини XX століття привело до створення у Львівському університеті цілої макаренкознавчої лабораторії, на той час єдиної в Західній Україні. Багаторічна праця стала основою для створення і виходу в світ науково-педагогічного збірника “А. С. Макаренко”. До 1985 року світ побачило 10 видань, на сторінках яких висвітлювалися найрізноманітніші проблеми, пов’язані з реформами у педагогічній системі, запропонованими А. Макаренком. Науковий внесок Федора Науменка, насамперед як дослідника-макаренкознавця, увінчався 23 листопада 1983 року званням почесного доктора філософії Марбурзького університету (Німеччина).
Значним був внесок львівського педагога й у вивчення українських і зарубіжних персоналій. З-під пера Ф. Науменка вийшли публікації, присвячені О. Духновичу, К. Ушинському, Г. Сковороді, Я. Коменському й іншим видатним представникам педагогічної думки.
Помер у Львові 13 січня 1991 року.